# 天野清継
天野 清継（あまの きよつぐ、1956年8月17日 - ）は東京都出身のジャズ・ギタリスト。

## 経歴
3歳よりピアノ、11歳でギターを始めた。立教大学では軽音楽部内のジャズ研に所属。卒業後にジャズ・サックス奏者の渡辺貞夫のバンドに加わり、全国ツアーに参加した。以後プロ活動を開始し、矢沢永吉等と共演。1988年に渡米し、Grove school of music 作・編曲科卒業。この時Benard IghnerのサポートメンバーとしてMichael White,Drs/Dwayne "Smitty" Smith,bs/Michael Paulo,saxなどのLAミュージシャンとライブ活動もしていた。そして「Book Of Colors」というグループを結成・活動した。
帰国後の1991年にソロ・デビューアルバム『AZURE』をビクターエンタテインメントから発表。アレックス・アクーニャやドン・グルーシン、ゲーリー・ハービックなども参加。タイトル曲はクラシック音楽の楽曲として知られる、オペラ『イーゴリ公』第2幕だったん人の踊り（アレクサンドル・ボロディン作曲）を基にした曲である。同曲はJTが発売しているたばこ「ピース・ライト・ボックス」のCM曲として使われた。天野自身もこのテレビCMに出演。ヒット・アルバムとなる。1992年はにストリングスを取り入れたアルバム『Branché』を発表した。
1993年には国府弘子と、両者の頭文字をとった「天国プロジェクト」を作り『Heaven』を、1995年に『Heaven and beyond』を発表した。
1996年には 「TAOS featuring AMANO」という音楽ユニットを作り『Yuman's Dance』を発表、エレクトリック・ギターを大きく活用している。2000年発表『Book Of Colors』ではボーカリストとしての腕も見せ、dorlisなどボーカリストのプロデュース・ワークも積極的に行っている。
2003年に、『navajo trail』を発表、則竹裕之、山下政人、グレッグ・リー、小川真司、西直樹、等を迎えており、ジャズの要素を深めた音楽を出している。2004年にはベーシスト鳥越啓介、ドラマー吉岡大輔と「Silent Jazz Trio」を結成、セルフ・タイトルを発表、自身初のジャズ・アルバム。2006年には松本圭司、コモブチキイチロウ、則竹裕之らと「Four Corners」を結成、セルフ・タイトルを発表。2007年には自己のヒット曲"Azure"を含むアコースティック・ギター・ソロ・アルバム『In the Air』を発表。2012年には野呂一生とのユニット「お気楽ギグ」でアルバム『昭和ニッポン』をリリース、そしてその後『昭和ニッポンⅡ』をリリース。2013年には『September Steps』(弦楽カルテット）をリリース。ギター、1stヴァイオリン、2ndヴァイオリン、ヴィオラの変則弦楽四重奏の奇抜なアレンジを披露、ゲストに妹尾武と柏木広樹も加わる。現在、EJQ（Electric Jazz Quatet・サクソフォーン宮崎隆睦、ベース岡田治郎・大槻"KALTA"英宣）、お気楽ギグ、September stepsなどのグループでライブを行なっている。2020年6月にミニ配信アルバム'maskinfabrikを、2022年2月に配信カバーシングル"Don't go breaking my heat"をリリース。2020年にはバイオリニストの葉加瀬太郎をサポート、2024年には他のメンバーと共に『Taro Hakase & the Lads』を結成、アルバム『Vibrant』をリリースした。
現在も多くのアーティストのレコーディングやサポートに参加。
青紀ひかり、上妻宏光、阿川泰子、朝倉紀行、綾戸智恵、嵐、アンリ菅野、生田絵梨花、ウィリアムス浩子、上間綾乃、Live Image、岩代太郎、衛藤美彩、柏木広樹、川井郁子、城南海、北浪良佳、KinKi Kids、クリス・ハート、CLIFF EDGE、香西かおり、ゴスペラーズ、coba、小松亮太、小林香織、坂本冬美、坂本昌行、柴咲コウ、賈鵬芳、ジャンク フジヤマ、Jungle Smile、シャンティ・スナイダー、Skoop On Somebody、住友紀人、妹尾武、高嶋ちさ子、髙橋真梨子、手嶌葵、東儀秀樹、DREAMS COME TRUE、Dorlis、堂珍嘉邦、NAOTO、中島美嘉、夏木マリ、中本マリ、夏川りみ、葉加瀬太郎、羽毛田丈史、元ちとせ、春野寿美礼、平井堅、藤井フミヤ、古澤巌、Benard Ighner、Mye、益田幹夫、Mie、南里沙、宮本笑里、宮西希、村上てつや、村上ゆき、矢沢永吉、山下智久、吉井和哉、Le Velvets、ロン・カーター、渡辺香津美、渡辺貞夫、渡辺美里、渡辺真知子、Virtical Engine、Woong san他多数。またテレビやCM等の音楽製作も手掛けている。

## 作品

### ソロ
| タイトル       | 発売年 | レーベル                               |  |
| -------------- | ------ | -------------------------------------- |  |
| Azure          | 1991   | VICTOR ENTERTAINMENT                   |  |
| Branché        | 1992   | VICTOR ENTERTAINMENT                   |  |
| Yuman's Dance  | 1996   | VICTOR ENTERTAINMENT                   |  |
| Book of Colors | 2000   | BLOW WIND RECORDS/VICTOR ENTERTAINMENT |  |
| navajo trail   | 2003   | BLOW WIND RECORDS/VICTOR ENTERTAINMENT |  |
| In the Air     | 2007   | VICTOR ENTERTAINMENT                   |  |

### 天国プロジェクト
with 国府弘子
| タイトル          | 発売年 | レーベル             |  |
| ----------------- | ------ | -------------------- |  |
| Heaven            | 1993   | VICTOR ENTERTAINMENT |  |
| Heaven and beyond | 1995   | VICTOR ENTERTAINMENT |  |

### サイレント・ジャズ・トリオ
| タイトル         | 発売年 | レーベル |  |
| ---------------- | ------ | -------- |  |
| Silent Jazz Trio | 2004   | Polystar |  |

### Four Corners
| タイトル     | 発売年 | レーベル                |  |
| ------------ | ------ | ----------------------- |  |
| Four Corners | 2006   | RAG International Music |  |

### お気楽ギグ
| タイトル      | 発売年 | レーベル          |  |
| ------------- | ------ | ----------------- |  |
| 昭和ニッポン  | 2012   | fair play RECORDS |  |
| 昭和ニッポンⅡ | 2013   | fair play RECORDS |  |

### 天野清継 September steps
| タイトル            | 発売年 | レーベル         |  |
| ------------------- | ------ | ---------------- |  |
| De ja vu ~Standards | 2013   | bluesofa Records |  |